# Mistrzostwa Europy w biegu na 100 km 2006
15. Mistrzostwa Europy w biegu na 100 km 2006 – zawody lekkoatletyczne, które odbyły się 15 czerwca 2006 w Torhout, Belgia.

## Medaliści
|                         | 1. miejsce                | Rezultat | 2. miejsce                 | Rezultat | 3. miejsce       | Rezultat |
| Mężczyźni indywidualnie | Jose Maria Gonzalez Munoz | 6:23:44  | Dimitry Bula               | 6:33:56  | Yannick Djouadi  | 6:38:19  |
| Kobiety indywidualnie   | Birgit Schönherr-Hölscher | 7:58:44  | Laurence Fricotteaux-Klein | 7:59:22  | Christine Le Lan | 8:01:54  |

## Reprezentacja Polski

### Mężczyźni
| Miejsce | Zawodnik         | Klub                   | Rezultat |
| 25.     | Roman Elwart     | LKS Ziemi Puckiej Puck | 7:31:03  |
| 36.     | Dariusz Cichorek | KKB Finisz Kalisz      | 7:56:51  |